# بي سي-إف إكس
بي سي-إف إكس (بالإنجليزية: PC-FX)‏ (باليابانية: ピーシー エフエックス) ، هو جهاز لعبة فيديو من الجيل الخامس، بدأ النشاط عام 1994م، وأنتهى عام 1998م.

## وصلات خارجية
- Pcenginefx.com نسخة محفوظة 22 أغسطس 2018 على موقع واي باك مشين. - The NEC console resource for the PC Engine, TurboGrafx & PC-FX.
- PC Engine's ambitious replacement  - From Next Generation's 1995 premier issue.